# العلاقات القطرية المصرية
شهدت العلاقات القطرية المصرية  بعد انقلاب 2013 خلافا كبيرا وسحبا للسفراء وتبادلا للتهم فقد قالت مصر أن قطر داعمة للإخوان المسلمين و قالت قطر أن ما حدث في مصر هو انقلاب على الرئيس «الشرعي» محمد مرسي.

## سياسياً
يعد الخلاف والتشاحن من أهم ميزات العلاقات السياسية بين مصر وقطر. وفي ديسمبر ‌2014 تدخل ملك السعودية الراحل عبد الله بن عبد العزيز آل سعود لإعادة العلاقات بين البلدين.
بعد انقطاع علاقات قطر مع السعودية والإمارات والبحرين وفي 5 يونيو عام 2017 اعلنت مصر قطع علاقاتها الدبلوماسية والقنصلية مع دولة قطر واتهمت مصر قطر بدعم جماعة الإخوان المسلمين 
.